# حلوى عمانية

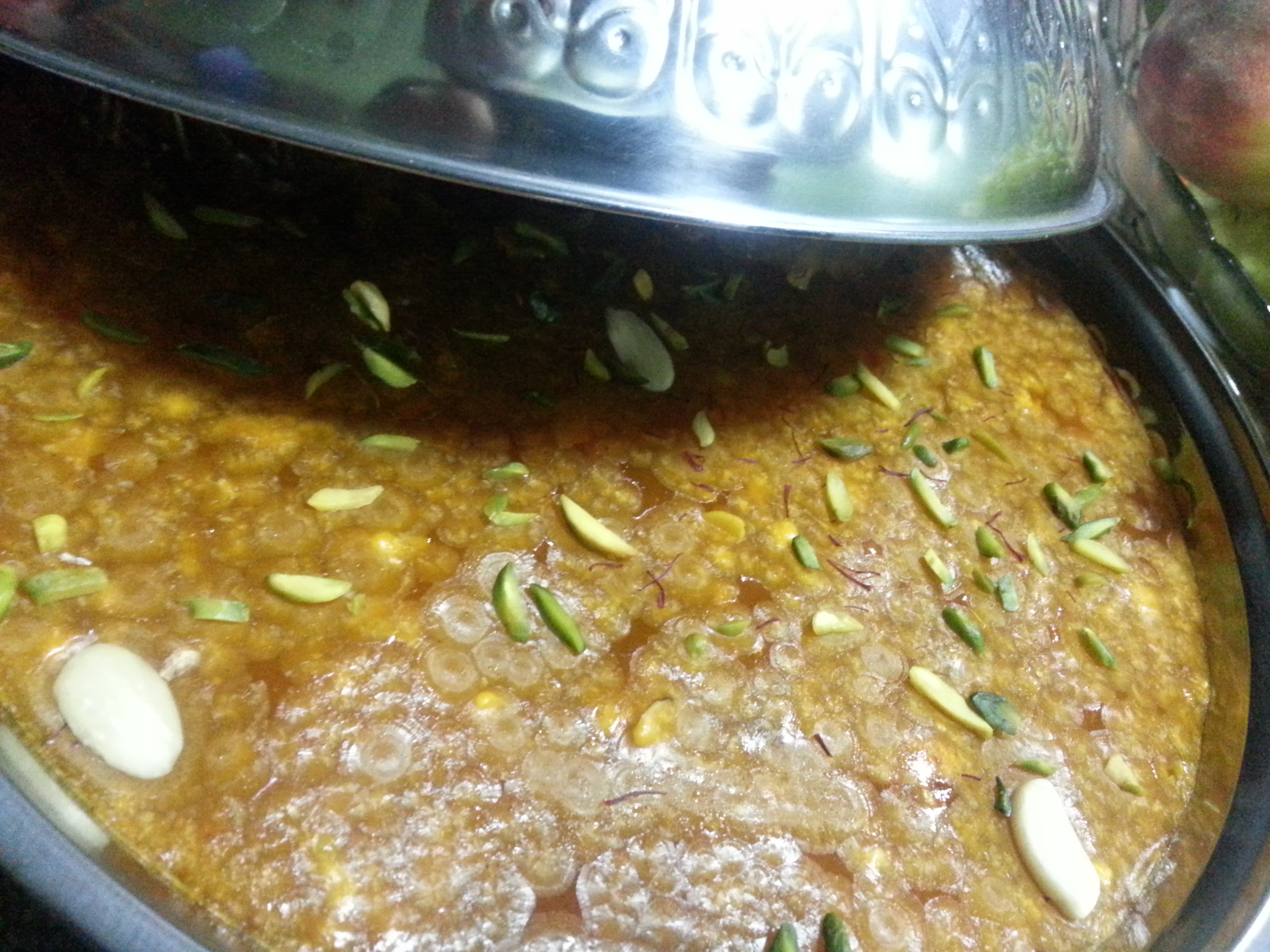
تختلف الأوان الحلوى حسب النكهة المطلوبة.

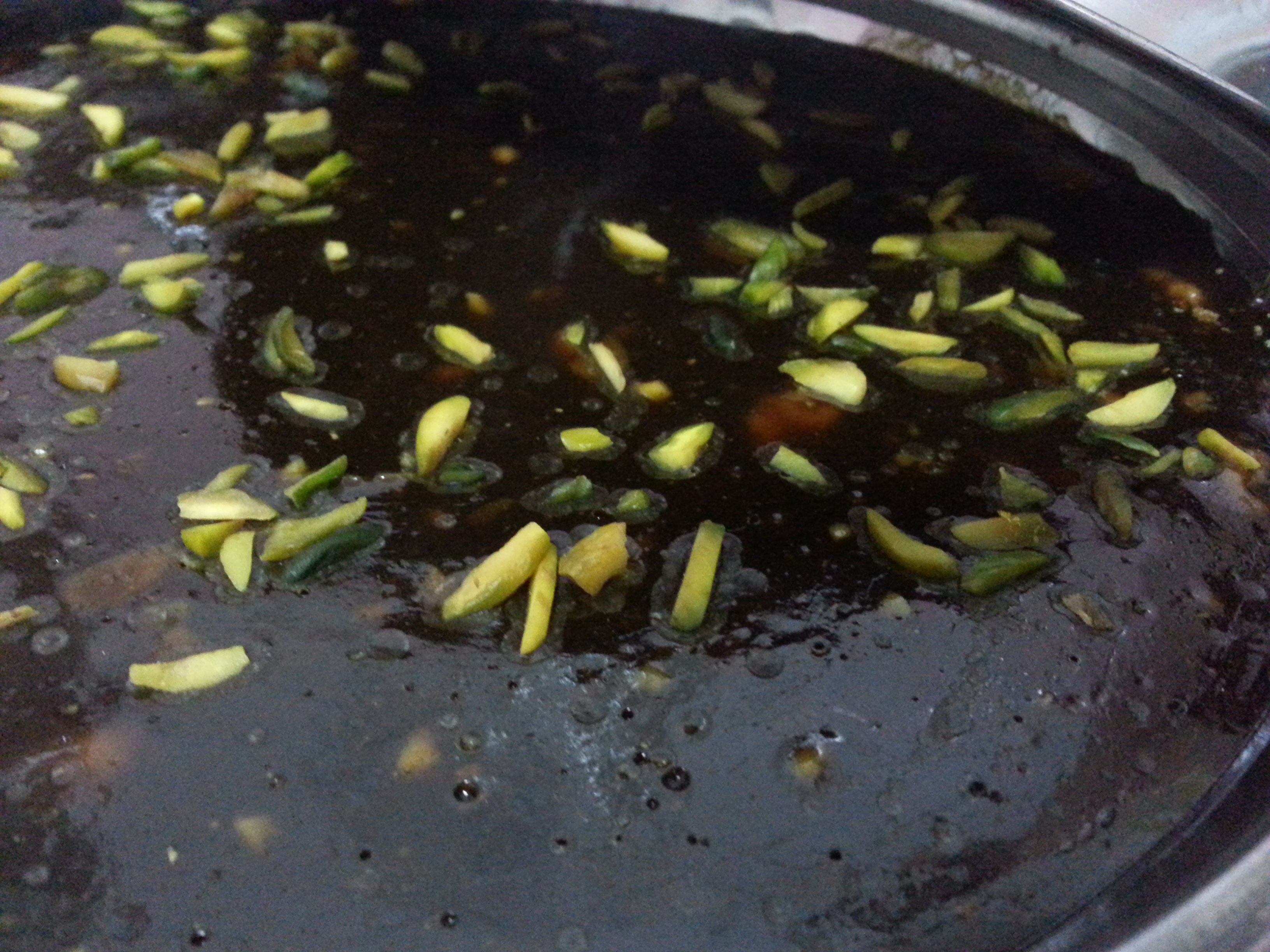
يفضل أغلب الزبائن الحلوى السوداء ذات الجودة الفائقة

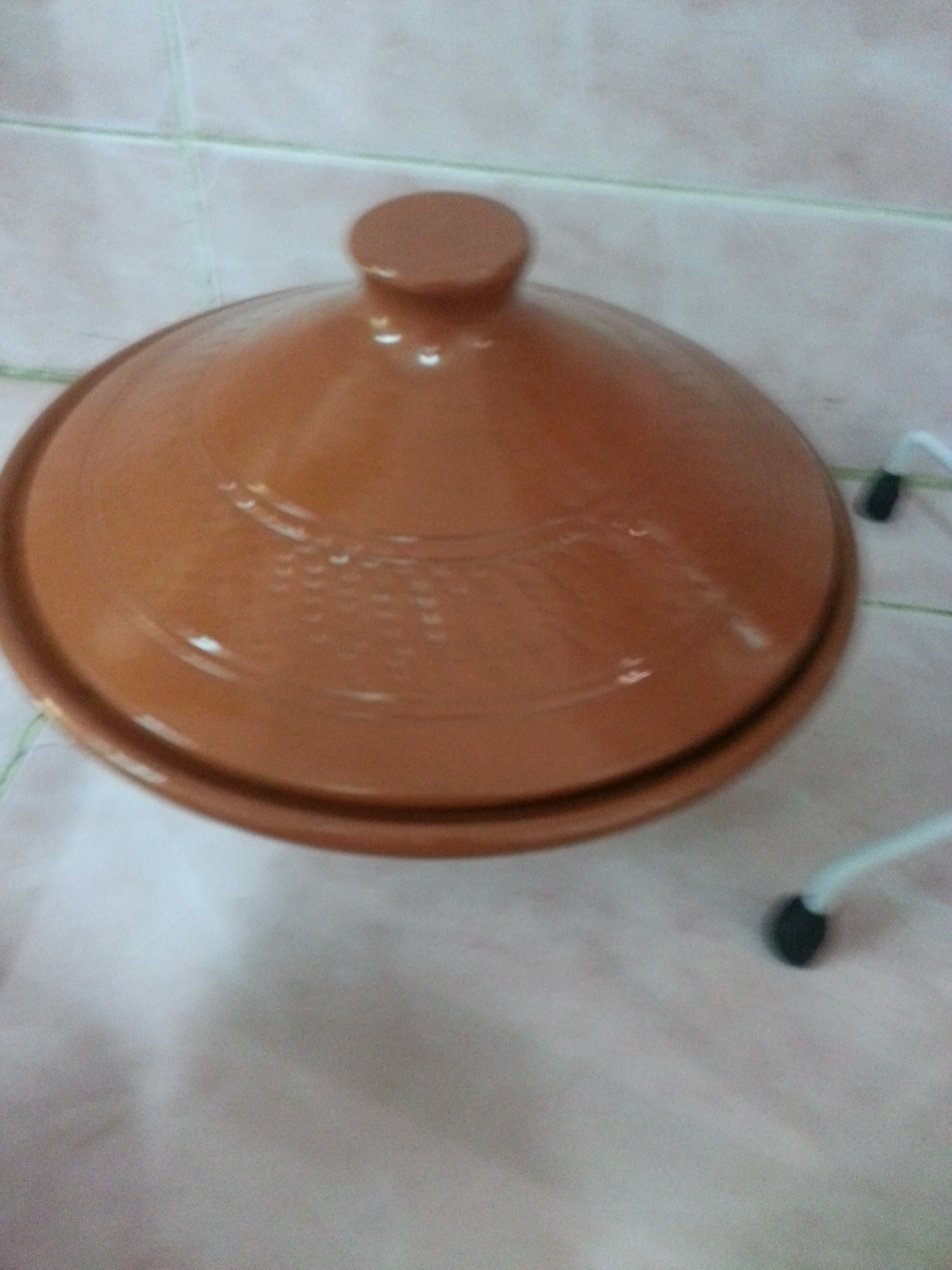
تختلف أواني تقديم الحلوى العمانية حسب المناسبة

الحلوى العُمانية هو اسم يطلق على الحلويات ذات الاصل العماني، بدأت صناعة الحلوى العمانية في 1330 للهجرة ولا زالت مستمرة حتى اليوم

## مكونات الحلوى
وتدخل في صناعة الحلوى الكثير من المواد كلها طبيعية منها : النشا، السكر البني واستبدل مع مرور الزمن بالسكر الأبيض المصنّع وقد يستبدل في بعض الأحيان بالعسل الطبيعي أو التمر، السمن، ماء الورد المحلي المنتج في الجبل الأخضر في سلطنة عمان، المكسرات التي كلما زادت وتنوعت في الحلوى زادت جودتها والزعفران والماء والهيل ومنتجات أخرى حسب الطلب كالتين والعسل أو الدبس.

## الحلوى العمانية طويلة الأجل
و في العادة تمتلك الحلوى خصائص العسل حيث يمكن للزبون أن يحتفظ بالحلوى لمدة تزيد عن 3 شهور دون الحاجة لمواد حافظة و سواء في فصل الصيف أو الشتاء فمكونات الحلوى تساعد على الاحتفاظ بها لأقصى مدة ممكنة.[بحاجة لمصدر]

## أسعار الحلوى
أما بخصوص الأسعار فتتفاوت بين ريال عماني للكيلو الواحد لخمسين ريال للحلوى فائقة الجودة التي عادة ما تقدم في المناسبات المميزة كالمناسبات الرسمية والاجتماعية التي تحضرها شخصيات كبيرة في المجتمع المحلي أو العالمي.

## الجذب السياحي
تعد الحلوى مصدر جذب للسياح والزوار الذين يعجبون بطعمها وفوائدها الغذائية خصوصا وأنها تحتوي على الزعفران والمكسرات.

## مناسبات تقديم الحلوى
تقدم الحلوى في العادة في المناسبات الرسمية والاجتماعية مثل: الأعراس، مراسم عقد القرآن، أيام الأعياد وعند استقبال الضيوف وغيرها من المناسبات.